# Stanley MacDonald
Stanley MacDonald, né le 29 juin 1966 à Amsterdam, est un joueur de football néerlandais aujourd'hui retraité. Il joue au poste de milieu de terrain et passe toute sa carrière aux Pays-Bas, à l'exception de sa dernière saison qu'il dispute en Belgique.

## Carrière
Stanley MacDonald rejoint le SC Telstar en 1987. Il y passe une saison en Eerste Divisie, la deuxième division néerlandaise puis rejoint le SC Heerenveen. Il y est un titulaire régulier et aide son équipe à atteindre le plus haut niveau national en 1990 via le tour final, malgré une seizième place au classement final. Pour sa première saison en Eredivisie, il dispute 24 rencontres mais ne peut empêcher son équipe d'être reléguée. 
Il rejoint alors le FC Sloterplas, dans les divisions amateur, où il reste pendant deux ans. Il passe ensuite un an au DWV Amsterdam avant de revenir en 1994 en deuxième division grâce à un transfert au Top Oss. Après deux saisons dans ce club, il est recruté par le NAC Breda et retrouve ainsi l'élite nationale. Il joue pour le club pendant trois ans mais après une première saison réussie, il perd sa place dans le onze de base à la suite d'une blessure et doit se contenter d'un statut de remplaçant jusqu'à la fin de son contrat. 
En 1999, il recule d'un niveau dans la hiérarchie nationale et s'engage avec le FC Eindhoven. Sa deuxième saison à Eindhoven est la plus prolifique de sa carrière avec quinze buts inscrits mais il décide néanmoins de le club en fin de championnat. Il part alors en Belgique et s'engage avec Heusden-Zolder SK, un club de deuxième division belge très ambitieux. L'équipe termine quatrième et participe au tour final pour l'accession à l'élite sans parvenir à la remporter. Stanley MacDonald décide alors de mettre un terme à sa carrière en juin 2002, âgé de 36 ans.

## Statistiques
| Saison                | Club                  | Championnat           | Championnat | Championnat | Coupe(s) nationale(s) | Coupe(s) nationale(s) | Total | Total |
| Saison                | Club                  | Division              | M.          | B.          | M.                    | B.                    | M.    | B.    |
| 1987-1988             | SC Telstar            | Eerste Divisie        | 29          | 8           | -                     | -                     | 29    | 8     |
| 1988-1989             | SC Heerenveen         | Eerste Divisie        | 27          | 3           | -                     | -                     | 27    | 3     |
| 1989-1990             | SC Heerenveen         | Eerste Divisie        | 33          | 3           | -                     | -                     | 33    | 3     |
| 1990-1991             | SC Heerenveen         | Eredivisie            | 24          | 2           | -                     | -                     | 24    | 2     |
| 1991-1992             | FC Sloterplas         | amateurs              | -           | -           | -                     | -                     | 0     | 0     |
| 1992-1993             | FC Sloterplas         | amateurs              | -           | -           | -                     | -                     | 0     | 0     |
| 1993-1994             | DWV Amsterdam         | Hoofdklasse           | -           | -           | -                     | -                     | 0     | 0     |
| 1994-1995             | Top Oss               | Eerste Divisie        | 29          | 2           | -                     | -                     | 29    | 2     |
| 1995-1996             | Top Oss               | Eerste Divisie        | 28          | 2           | -                     | -                     | 28    | 2     |
| 1996-1997             | NAC Breda             | Eredivisie            | 25          | 2           | -                     | -                     | 25    | 2     |
| 1997-1998             | NAC Breda             | Eredivisie            | 8           | 0           | -                     | -                     | 8     | 0     |
| 1998-1999             | NAC Breda             | Eredivisie            | 11          | 1           | -                     | -                     | 11    | 1     |
| 1999-2000             | FC Eindhoven          | Eerste Divisie        | 26          | 1           | -                     | -                     | 26    | 1     |
| 2000-2001             | FC Eindhoven          | Eerste Divisie        | 32          | 15          | -                     | -                     | 32    | 15    |
| 2001-2002             | Heusden-Zolder SK     | Division 2            | 10          | 2           | 0                     | 0                     | 10    | 2     |
| Total sur la carrière | Total sur la carrière | Total sur la carrière | 282         | 41          | 0                     | 0                     | 282   | 41    |